# 赫伯特·威廉斯
赫伯特·威廉斯（英語：Herbert Williams，1908年7月24日—1990年1月10日），美国男子帆船运动员。他曾代表美国参加1956年夏季奥林匹克运动会帆船比赛，联同劳伦斯·洛获得一枚金牌。